# The Marked Men
The Marked Men er et punk/rock-band fra USA.

## Diskografi
- Ghosts (2009)

| Musikgruppe | Spire Denne artikel om en amerikansk musikgruppe er en spire som bør udbygges. Du er velkommen til at hjælpe Wikipedia ved at udvide den. |